# Latvijas PSR čempionāts futbolā 1978
L'edizione 1978 del massimo campionato di calcio lettone fu la 34ª come competizione della Repubblica Socialista Sovietica Lettone; il titolo fu vinto dal Ķīmiķis, giunto al suo primo titolo.

## Formato
Il campionato era formato da quattordici squadre che si incontrarono in gare di andata e ritorno per un totale di 26 turni; erano assegnati due punti alla vittoria, un punto al pareggio e zero per la sconfitta.

## Classifica finale
|                        | Pos. | Squadra               | Pt | G  | V  | N  | P  | GF | GS | DR  |
| ---------------------- | ---- | --------------------- | -- | -- | -- | -- | -- | -- | -- | --- |
| RSS Lettone (bandiera) | 1.   | Ķīmiķis               | 45 | 26 | 20 | 5  | 1  | 53 | 15 | +38 |
|                        | 2    | Elektrons Rīga        | 39 | 26 | 16 | 7  | 3  | 41 | 15 | +26 |
|                        | 3.   | VEF Riga              | 38 | 26 | 17 | 4  | 5  | 43 | 23 | +20 |
|                        | 4.   | Enerģija Rīga         | 33 | 26 | 13 | 7  | 6  | 48 | 30 | +18 |
|                        | 5.   | RĖZ Riga              | 32 | 26 | 14 | 4  | 8  | 52 | 30 | +32 |
|                        | 6.   | Jūrnieks              | 31 | 26 | 14 | 3  | 9  | 45 | 30 | +15 |
|                        | 7.   | Sarkanais Metalurgs   | 28 | 26 | 10 | 9  | 7  | 30 | 25 | +5  |
|                        | 8.   | Celtnieks Rīga        | 23 | 26 | 7  | 9  | 10 | 37 | 45 | -8  |
|                        | 9.   | Starts                | 19 | 26 | 5  | 10 | 11 | 23 | 38 | -15 |
|                        | 10.  | Metalists Jelgava     | 18 | 26 | 6  | 6  | 14 | 30 | 39 | -9  |
|                        | 11.  | Radiotehnikis Riga    | 17 | 26 | 4  | 9  | 13 | 20 | 31 | -11 |
|                        | 12.  | RPI Riga              | 16 | 26 | 5  | 6  | 15 | 29 | 49 | -20 |
|                        | 13.  | Venta                 | 14 | 26 | 5  | 5  | 16 | 24 | 54 | -30 |
|                        | 14.  | Mašīnbūvētājs Rēzekne | 7  | 26 | 1  | 6  | 19 | 15 | 66 | -51 |